# Luminar Neo
Luminar Neo est un logiciel de retouche photo développé par Skylum (anciennement Macphun), disponible pour Windows et macOS,. Neo dispose de plus de 20 fonctionnalités basées sur l'IA visant à simplifier le processus d'édition des photographes.
Luminar Neo a été publié en février 2022. Il fonctionne comme une application autonome ainsi qu'en tant que plugin pour les logiciels d'Adobe et d'Apple. Le logiciel s'intègre à Adobe Photoshop, Adobe Photoshop Elements, Adobe Lightroom Classic et Photos pour macOS, ce qui permet aux utilisateurs de ces applications de profiter des outils de Luminar Neo sans quitter l’espace de travail auquel ils sont habitués.
Luminar Neo a remporté le prix Red Dot Brands & Communication Design en 2022, et les TIPA World Awards deux années de suite : en 2022 et 2023,.

## Historique
Avant Luminar Neo, Skylum (à l'époque connue sous le nom de Macphun) a lancé une série de logiciels de retouche d'images. Le premier était Luminar en novembre 2016. Une mise à jour avec de nouveaux outils et fonctionnalités appelées Luminar Neptune a été publiée en 2017. Initialement développé uniquement pour macOS, Macphun a lancé Luminar 2018 pour Windows version PC fin 2017. Dans le même temps, la société a annoncé son changement de nom en Skylum.
Luminar 2018, lancé en novembre 2017, présente un module de développement RAW,, une nouvelle interface utilisateur,, et de nombreux nouveaux filtres. Le 18 décembre 2018, Luminar lance un nouveau module de bibliothèque et catalogage.
Au fil des années, Skylum a publié des applications telles que Luminar 3, Luminar 4 et Luminar AI, chacune présentant ses propres variations.
Luminar Neo est la dernière génération d'application pour la retouche photo développée par Skylum, sortie en février 2022.
Selon Skylum: "Ce qui différencie Luminar Neo de toutes les versions précédentes de Luminar, c'est son moteur modulaire. Les modules aident à répartir uniformément la charge permettant un traitement plus rapide de l'image. Cela vous permet d'appliquer un grand nombre d'outils différents à une image sans perte de performance significative en sauvegardant automatiquement toutes les modifications."

## Informations générales
Luminar Neo est considéré comme un outil destiné aux photographes amateurs et professionnels. Il dispose d'un moteur modulaire qui répartit uniformément les charges pour un traitement plus rapide des images. Cela permet aux photographes d'appliquer de nombreuses modifications différentes à une image sans perte de performance significative ainsi que d'enregistrer toutes les modifications automatiquement de manière non-destructive.
Luminar Neo dispose d'une variété de fonctionnalités alimentées par l'IA, telles que Ciel AI et Visage AI, conçues pour améliorer les photos de tout genre, y compris les paysages, les portraits, les photos de rue, etc. De plus, l'application dispose de Préréglages intégrés, donnant la possibilité d'appliquer un ensemble d'ajustements fixes aux images en seulement quelques clics. Une variété de Préréglages supplémentaires est également disponible à l'achat sur le Marketplace de Luminar. Les effets peuvent être combinés à l'aide de calques et de masques. Luminar Neo prend en charge plusieurs formats de fichiers, notamment les fichiers raw.

## Fonctionnalités principales
Les outils d'édition de Luminar Neo sont regroupés en plusieurs catégories : Essentiels, Créatif, Portrait, Professionnel et Extensions.
Les outils phares de Luminar Neo sont les suivants :
- Enhance AI Ajuste jusqu'à une douzaine de commandes avec un curseur.
- Rééclairage AI Corrige les photos sous-exposées.
- Ciel AI remplace le ciel sans avoir recours à la technique du masquage. Ciel AI a été salué comme l'un des aspects les plus remarquables de Luminar Neo.
- Atmosphère AI insère du brouillard, de la brume ou de la brume sèche dans l'image en toute simplicité.
- Structure AI affine les détails sans affecter les personnes présentes sur la photo.
- Recadrage AI aide à renforcer les compositions, les recadrages et les perspectives des photos.
- Visage AI améliore les traits du visage et la peau de manière naturelle.
- Peau AI lisse la peau et élimine les imperfections.
- Corps AI façonne le torse et l'abdomen d'un sujet en supprimant ou en ajoutant du volume avec réalisme.
- Portrait avec Bokeh AI crée sans effort un effet bokeh onirique.

Le logiciel propose également un outil appelé Masque AI qui reconnaît les objets dans les photos et permet de sélectionner n'importe quel élément en le choisissant dans une liste.
Les Extensions de Luminar Neo offrent aux photographes des possibilités créatives supplémentaires. Elles comprennent :
- Super Netteté AI qui récupère les détails en cas d'erreur de mise au point et de flou de mouvement.
- Sans Bruit AI qui élimine le bruit tout en conservant les détails intacts.
- Interpolation AI permet d'augmenter l'échelle d'une photo jusqu'à 600 % en améliorant la résolution de l'image de manière naturelle.
- Détourage AI supprime automatiquement l'arrière-plan derrière un ou plusieurs sujets de la photo.
- Fusion HDR permet de combiner jusqu'à 10 photos pour créer une image HDR révélant les détails importants des parties les plus claires et les plus sombres des photos.
- Focus Stacking combine jusqu'à 100 photos avec différents niveaux de mise au point pour que chaque partie de la photo soit nette et détaillée.
- Lumière Magique AI ajoute des accents visuels à la photo.

Luminar Neo dispose également d'autres outils d'édition, tels que Effacer, Rayons du soleil, Éclat, Densité+/Densité-, Paysage, Détails, Débruitage, Ambiance (pour travailler avec des LUT), Couleur, Tonalité, Spectaculaire, Harmonie des couleurs, Mystique, Grain de film, Mat, Vignette, Cloner, Surexposition dynamique, Optique, Lumière, Noir et Blanc, et autres.

## Réception
Toutes les versions de Luminar a généralement reçu des critiques positives. Tech Radar a donné un 4,5 / 5 à la version 2016 de l'application. MyMac Examens lui donne une note de 9 sur 10. Digital Rev apprécie le nombre important de fonctionnalités offertes par le logiciel : "Instagrammers amateurs et photographes pros se sentiront comme dans la caverne des merveilles d'Aladin avec tout ce qui est proposé", mais souligne que "en général, Luminar souffre de certains problèmes qu'à partir du moment ou les fonctions d'édition sont empilées, contrairement à Lightroom ou Photoshop."
Skylum a été un pionnier dans le développement des technologies d'IA pour le traitement des images. Luminar Neo a gagné la reconnaissance des médias photo du monde, tels que Amateur Photographer : "L'IA de Luminar, capable de modifier la réalité, est devenue légendaire, en commençant par l’outil de remplacement du ciel par l'IA de Skylum (qui reste sans doute le meilleur), puis en progressant vers l'amélioration des portraits, le bokeh derrière les portraits, le masquage du sujet par l'IA, les rayons du soleil, la suppression des câbles électriques et bien plus encore.”
Luminar Neo a remporté de nombreux prix industriels, tels que le Red Dot Brands & Communication Design dans la catégorie Interface utilisateur et le TIPA World Awards Meilleur logiciel d'imagerie deux années de suite, en 2022 et en 2023,.
ExpertPhotography, le site web mondial consacré à l'enseignement de la photographie, a qualifié Luminar Neo de "logiciel de retouche photo de référence créé par Skylum. Les remarquables développeurs de Skylum ont placé l'IA au cœur de Luminar Neo. Ils ont ainsi révolutionné la retouche photo pour toujours. Les résultats sont réellement impressionnants.”
Forbes Advisor a décrit Luminar Neo comme suit : "Luminar Neo est un logiciel de retouche photo très prisé, et ce pour de bonnes raisons. Il utilise des outils de retouche basés sur l'IA pour améliorer les images, comme l'ajout de rayons de soleil à une photo de paysage, par exemple. Son interface conviviale permet même aux débutants de se familiariser facilement avec la retouche photo. En outre, il dispose de fonctionnalités avancées, notamment le balisage, la correction de l'objectif et l'édition d'images RAW.”